# Ophiactis modesta
Ophiactis modesta är en ormstjärneart som beskrevs av Brock 1888. Ophiactis modesta ingår i släktet Ophiactis och familjen bandormstjärnor. Inga underarter finns listade i Catalogue of Life.